# パウル・ド・ラガルド

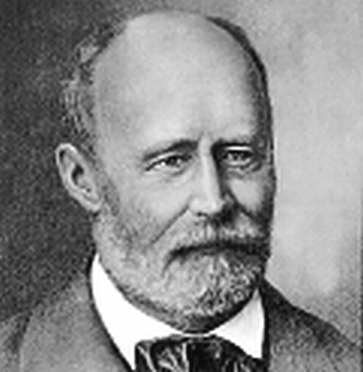
パウル・ド・ラガルド

パウル・ド・ラガルド（Paul de Lagarde,1827年11月2日 –1891年12月22日)は、ドイツの東洋学者、政治思想家。「急進的保守主義者」を主張し、反ユダヤ主義を主張した。

## 生涯と思想
ベルリン大学、ハレ大学、ロンドン大学、パリ大学で神学と東洋語学を習得した。
1853年、ラガルドは自らを「急進的保守主義者」と呼び、合理主義や近代主義の侵入によってドイツ精神が腐食しているなどとして、プロイセンのユンカー支配、官僚制、資本主義化を批判しドイツ人によるドイツ信仰を主張した。
1854年、「大ドイツ中欧帝国」として統一ドイツを主張。
1869年にゲッティンゲン大学教授となった。
『ドイツ書』(1878)では「ドイツ性は血の中にではなく、気質の中にある」として、内面的・霊的態度によるドイツ国民の霊的再生と、ドイツ民族の活性化によるドイツ統一を目指した。
ラガルドは、パウロによってキリスト教はヘブライの律法のなかに閉じ込められ、ルター派は「腐った遺物」であり、カトリックは「あらゆる国家とあらゆる民族の敵」であると伝統的キリスト教を批判した。ラガルドは「神の王国とは民族にある」として、原始キリストの霊性にもとづくゲルマン的キリスト教を主張した。
ラガルドは初期ヘブライ人を称賛したが、ユダヤ人は律法と教義によって化石化され、近代のユダヤ人は真の宗教を欠落させ、物質主義的な欲望によって陰謀をめぐらすような悪に転落したと批判し、ユダヤ教の破壊を主張した。また、ユダヤ人がドイツ人になりたいのなら、なぜ霊的価値のないユダヤ教を棄てないのかと述べ、人間はバチルス菌や旋毛虫と談判するのではなく根絶するのだとし、ユダヤ人をマダガスカル島への追放を主張した。このラガルドの提案は、ナチスのマダガスカル計画に影響を与えた。ただし、ラガルドは宗教的な見地からの反ユダヤであり、人種的な見地からではなかったとモッセはいう。ラガルドはユダヤ人以外にも、スラブ人は滅ぶべきだし、トゥラン人種であるハンガリー人は滅ぶだろうとした。

## 著作
- Initia chromatologiae arabicae (1849)
- Arica (1851)
- Konservativ? (1853)
- Über die gegenwärtigen Aufgaben der deutschen Politik (1853)
- Didascalia apostolorum syriace (1854)
- Anmerkungen zur griechischen Übersetzung der Proverbien (1863)
- Gesammelte Abhandlungen (1866)
- Genesis graece (1868)
- Über das Verhältnis des deutschen Staates zu Theologie, Kirche und Religion. Ein Versuch Nicht-Theologen zu orientieren (1873)
- Über die gegenwärtige Lage des deutschen Reichs. Ein Bericht (1875)
- Armenische Studien (1877)
- Symmicta (1.1877–2.1889)
- Semitica (1878)
- Deutsche Schriften (1878, 5. Auflage 1920, versammelt fortlaufend alle politischen Schriften)
- Orientalia (1.1879–2.1880)
- Persische Studien (1884)
- Juden und Indogermanen (1887)
- Übersicht über die im Aramäischen, Arabischen und Hebräischen übliche Bildung der Nomina (1.1889–2.1891)

## 影響
ラガルドは世紀末ドイツの青年運動や、ナチス党のアルフレート・ローゼンベルク、アドルフ・ヒトラーに影響を与えた。
その他、作家のトーマス・マンはラガルドを「ゲルマニアの教師」と称賛し、トーマス・カーライルやジョージ・バーナード・ショーなどのイギリスの作家もラガルドを称賛した。また哲学者パウル・ナトルプ、トマーシュ・マサリクもラガルドを称賛した。